# Le nozze in villa
Le nozze in villa (deutsch etwa: „Die Hochzeit im Landhaus“) ist eine Opera buffa in zwei Akten von Gaetano Donizetti. Das Libretto stammt von Bartolomeo Merelli. Die Uraufführung im alten Theater von Mantua fand vermutlich während der Karnevalszeit im Winter 1819 statt.

## Handlung
Don Petronio möchte seine Tochter Sabina mit dem Schulmeister Trifoglio verheiraten, doch diese ist in Claudio verliebt. Als Liebesbeweis trägt sie ein Porträt von Claudio bei sich, gibt es aber als Porträt des Königs aus. Folglich wird ihr Geliebter bei seinem Erscheinen im Dorf wie ein König behandelt.
Nach allerlei Missverständnissen und nachdem Trifoglio erfahren hat, dass es keine Mitgift gibt, beschließt er, das Mädchen aufzugeben. Don Petronio ist nun einverstanden, dass sie Claudio heiratet, der sich als wohlhabender Grundbesitzer entpuppt. Dieser ist bereit, sie auch ohne Mitgift zu heiraten.

## Musiknummern
- Sinfonia

Erster Akt
- Nr. 1. Einleitung „Scrive Socrate in un tomo“ (Trifoglio, Chor, Petronio)
- Nr. 2. Cavatine „Sospiri del mio sen“ (Sabina)
- Nr. 3. Terzett „Questo, che a te presento“ (Petronio, Sabina, Trifoglio)
- Nr. 4. Cavatine „Grazie di cor vi rendo – Affetti teneri“ (Claudio)
- Nr. 5. Arie „Ombre degl’ avi miei“ (Petronio)
- Nr. 6. Finale I „Non paventare, o caro“ (tutti)

Zweiter Akt
- Nr. 7. Terzett „In lei vegg’io l’oggetto“ (Claudio, Petronio, Sabina)
- Nr. 8. Arie „Se la Donna non ci fosse“ (Anastasia)
- Nr. 9. Rezitativ und Arie „Giusto Cielo! E potrei – Dai suoi bei lumi il core“ (Claudio)
- Nr. 10. Quintett „Aura gentil, che mormori“ (Claudio, Sabina, Trifoglio, Petronio, Anastasia)
- Nr. 11. Duett „Per sì bel nodo, amico“ (Petronio, Trifoglio)
- Nr. 12. Arie „Non mostrarmi in tale istante“ (Sabina, Chor)
- Nr. 13. Finale II „Dunque andiamo, festeggiamo“ (tutti)

## Aufführungen
Aus dem 19. Jahrhundert sind drei Aufführungen der Oper bekannt: die Premiere in Mantua Anfang 1819 – das genaue Datum ist nicht bekannt –, die Wiederaufführung in Treviso im Jahr 1820, vermutlich in einer neuen Fassung, und schließlich die Wiederaufführung in Genua im Jahr 1822.

### Mantua 1819

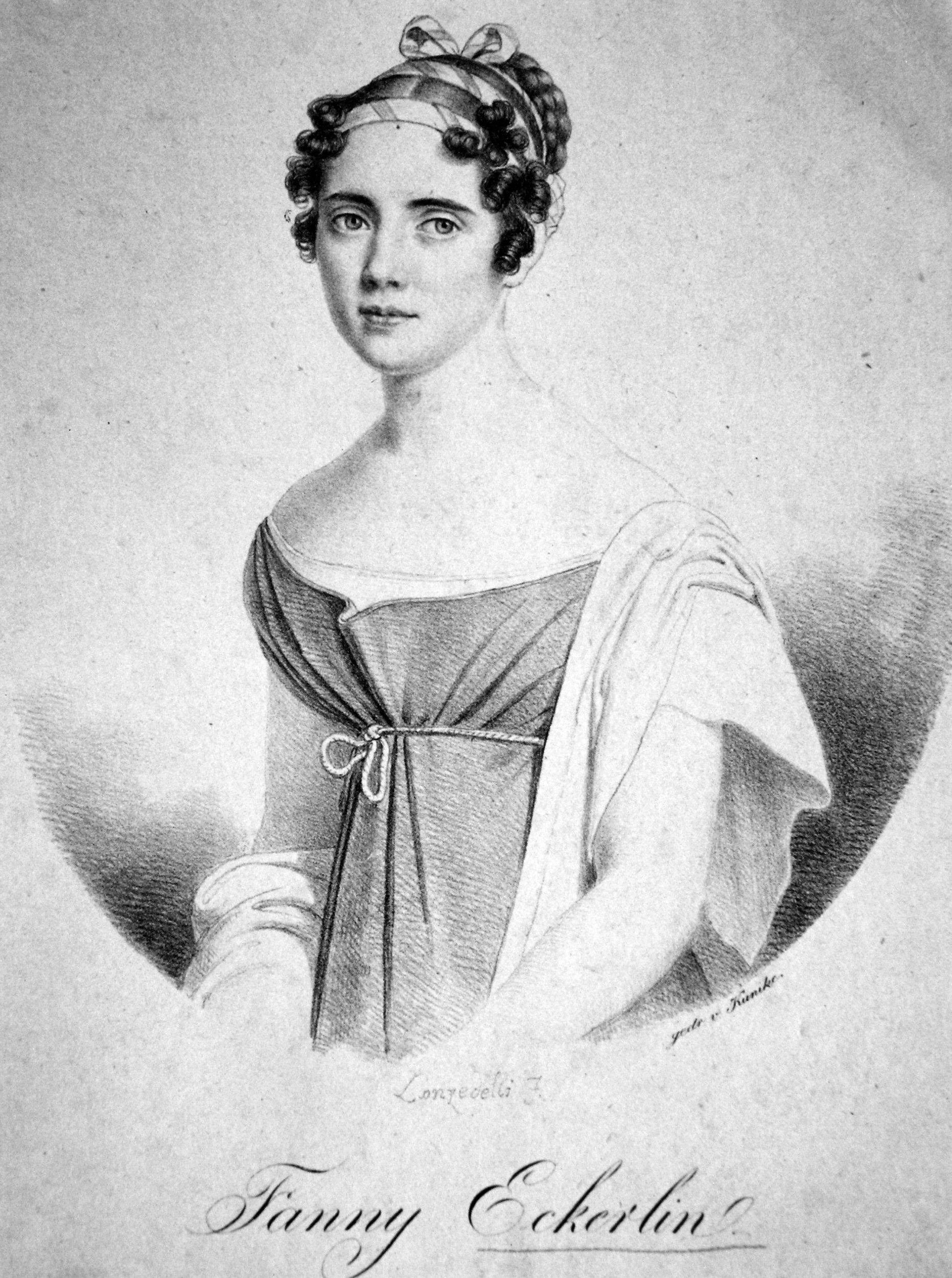
Fanny Eckerlin, die erste Sabina,
um 1820

Dass die Oper während der Karnevalszeit in Mantua aufgeführt wurde, wird von Donizetti selbst bestätigt. Einige Jahre nach der Uraufführung notiert er im Manuskript eines Potpourri für Violine und Klavier, das er seiner späteren Frau Virginia Vasselli gewidmet hat, einige Takte aller Werke, die er bis dahin komponiert hatte. In einer Liste, in der er alle „Zitate“ auflistet, schreibt er unter Nr. 25: „Le nozze in villa. Opera. Manova“.
Der Librettist Bartolomeo Merelli berichtet, dass Le nozze in villa ein Misserfolg war, weil „es sich trotz vieler erfolgreicher Nummern wegen der Launen und der Böswilligkeit mehrerer Sänger nicht behaupten konnte“, besonders der Primadonna. Bei der Primadonna handelte es sich um Fanny Eckerlin (1802–1842), die schon die Titelrolle in „Enrico di Borgogna“ übernommen hatte. Zum Zeitpunkt der „Nozze in Villa“ war sie erst achtzehn Jahre alt und stand an der Schwelle einer beachtlichen Karriere.

### Treviso 1820
Die Informationen über die Aufführung in Treviso stammen aus dem Katalog italienischer Theatermusikaufführungen in ganz Europa von der Fastenzeit 1820 bis zum Karneval von 1821. Im Frühjahr 1820 ist als dritte Oper im Dolfin-Theater „La nozze in villa, neu geschrieben von Herrn M. Donnizzetti“ aufgeführt. Die Bezeichnung als „neue“ Oper dürfte sich auf eine überarbeitete Version in Treviso beziehen, nachdem die ursprüngliche Fassung wenig Erfolg gehabt hatte.

### Genua 1822

Personenverzeichnis der dritten Aufführung in Genua

1822 kam Le nozze in villa ins S. Agostino-Theater in Genua, hier unter dem Titel I provinciali, ossia Le nozze in villa. Dies ist die einzige Aufführung, von der eine Kopie des Librettos erhalten geblieben ist. Die einzige erhaltene Partitur ermöglicht es, Le nozze in villa zu rekonstruieren. Sie wird in Paris in der Bibliothèque Nationale de France aufbewahrt. Es handelt sich um eine Kopie, allerdings fehlt das Quintett „Aura gentil che mormori“ im zweiten Akt. in der Partitur findet sich zudem eine Ergänzung: Sabinas Arie im ersten Akt enthält unter der letzten Zeile einen von Donizetti verfassten Alternativtext. Es ist nicht klar, warum Donizetti hier neue Verse hinzugefügt hat; sie wollen nicht recht zum Rhytymus der Musik passen und haben wenig Bedeutung für die Handlung.
Nach Genua gibt es keine Nachrichten über Wiederaufführungen, die Oper wurde wahrscheinlich nie wieder in einen Spielplan aufgenommen.

### Bergamo 2020
Am 22. November 2020 wurde Le nozze in villa unter der Leitung von Stefano Montanari in Donizettis Heimatstadt Bergamo im Rahmen des Donizetti Festivals erstmals seit 200 Jahren wieder aufgeführt. Es sangen:
- Sabina: Gaia Petrone
- Don Petronio: Omar Montanari
- Trifoglio: Fabio Capitanucci
- Claudio: Giorgio Misseri
- Anastasia: Manuela Custer
- Rosaura: Claudia Urru
- Anselmo: Daniele Lettieri

Ein Video der Aufführung wurde als Stream im Internet bereitgestellt. Außerdem erschien der Mitschnitt auf CD.

## Werk

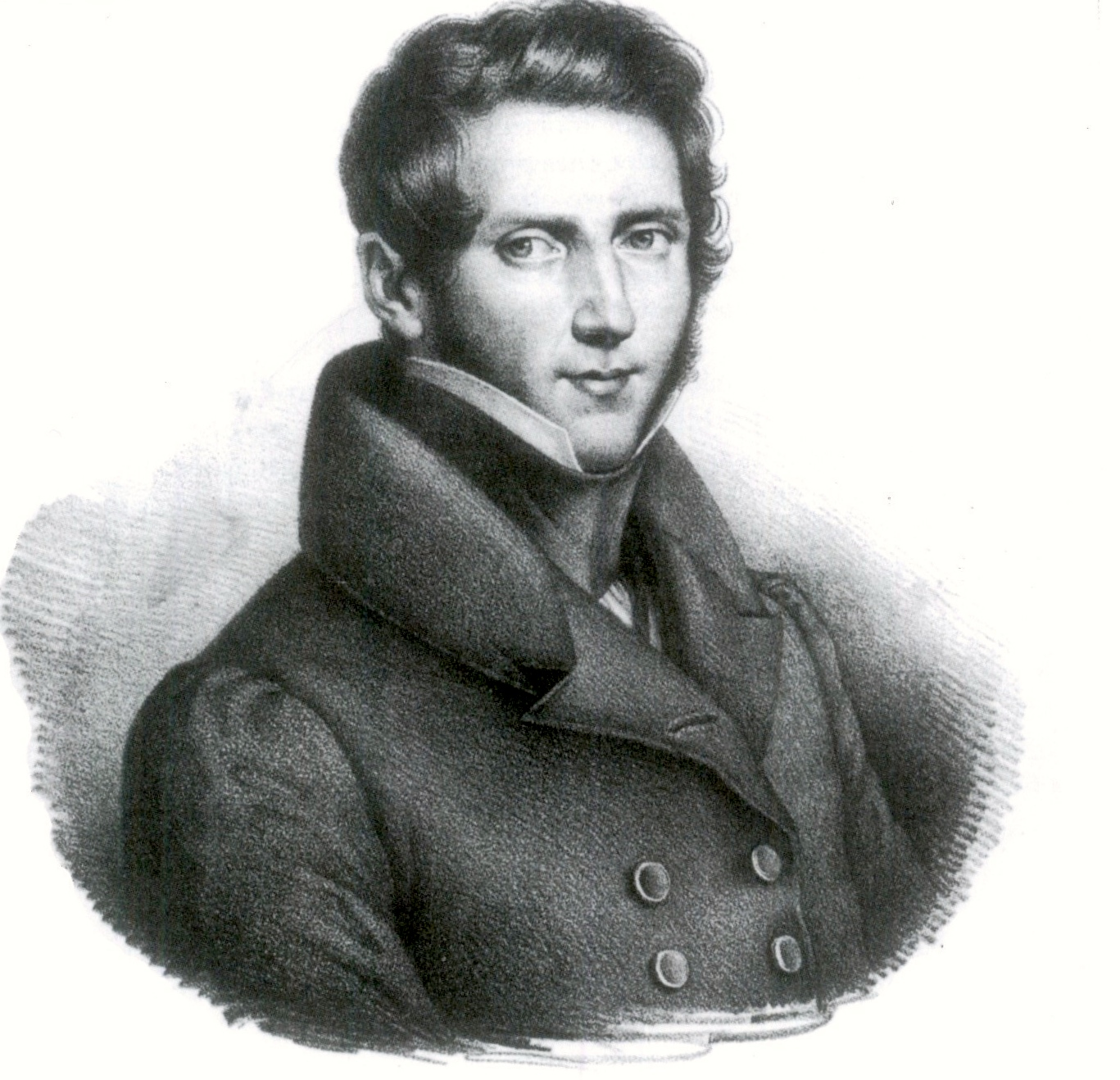
Der junge Donizetti

Von Le nozze in villa gibt es kein gedrucktes Originalexemplar des Librettos und keine handschriftliche Partitur. Sie ist verschollen, ebenso die Partituren von Donizettis ersten Bühnenwerken Enrico di Borgonia und Una follia, die ebenfalls der Impresario Paolo Zancla bei Donizetti in Auftrag gegeben hatte. Es scheint keine Rezensionen in Zeitungen oder Zeitschriften gegeben zu haben, auch in Briefen wird Le nozze nicht ausdrücklich erwähnt.
Die Noten zum Quintett „Aura gentil, che mormori“ im zweiten Akt fehlen. Im Zusammenhang mit der Aufführung am Donizetti Festival in Bergamo vom November 2020 beauftragte das Festival Elio und Rocco Tanica und Enrico Melozzi mit einer Neukomposition des Quintetts. Nach der Aussage des Regisseurs Davide Marranchelli fügt sie sich nahtlos in die Oper ein.
Der Musikkritiker Edward Sava-Segal schrieb in einer Besprechung der Aufführung von 2020: „Le nozze in villa is the work of a young composer in the process of discovering his own path. The music does sound imitative, Rossini’s shadow looming high over the score.“ („Le nozze in villa ist das Werk eines jungen Komponisten, der dabei ist, seinen eigenen Weg zu finden. Die Musik klingt nachahmend, Rossinis Schatten ragt hoch über der Partitur auf.“)
Der Musikwissenschafter William Ashbrook schreibt: „Insgesamt folgt diese Partitur auf routinemäßige und uninspirierte Weise den Kompositionsformeln der Zeit. Die größte Ausnahme bildet das Trio zu Beginn des zweiten Akts, das einen attraktiven langsamen Teil und eine Stretta enthält, in der Donizettis Stil eindrucksvoll zum Vorschein kommt.“
Die Cabaletta der letzten Arie erscheint auch in Il falegname di Livonia und in La lettera anonima.

## Aufnahmen
- 1994 – David Parry (Dirigent), Philharmonia Orchestra London.
 Diana Montague (Sabina), Jonathan Viera (Don Petronio), Paul Nilon (Claudio).
 Studioaufnahme in der Anthologie A Hundred Years of Italian Opera (1820–1830); nur das Terzett „In lei vegg’io“.
 Opera Rara CD: ORCH 104.[10]
- 22. November 2020 – Stefano Montanari (Dirigent), Orchestra Gli Originali, Coro Donizetti Opera.
 Gaia Petrone (Sabina), Omar Montanari (Don Petronio), Manuela Custer (Anastasia), Fabio Capitanucci (Trifoglio), Giorgio Misseri (Claudio), Claudia Urru (Rosaura), Daniele Lettieri (Anselmo).
 Audio und Video; live aus dem Teatro Donizetti in Bergamo im Rahmen des dortigen Donizetti-Festivals.
 Dynamic CDS7908.2 (2 CDs); Videostream im Donizetti Web TV.[1][6]